# Emmanuel Pappoe
Emmanuel Pappoe (Accra, 3. ožujka 1981.) bivši je ganski nogometaš i reprezentivac.

## Vanjske poveznice
- 2006 Svjetski kup  Arhivirana inačica izvorne stranice od 7. ožujka 2007. (Wayback Machine)
- One.co.il profile and stats  Arhivirana inačica izvorne stranice od 12. prosinca 2007. (Wayback Machine) (ivr.)
- National-football-teams.com
- IFA Profil